# Fernando Carlos Cigno
Fernando Carlos Cigno (Ciudad Autónoma de Buenos Aires, 11 de mayo de 1984) es un futbolista argentino. La posición principal desempeñada es como volante polifuncional con buen trato y recuperación de balón, finalizó su carrera como Futbolista profesional en el año 2022, en el Club U.S.C. de Bananier de Guadalupe Comenzó su carrera de Director técnico en el año 2023 en el Club Atlético Atlanta hasta la actualidad.

## Biografía
Sus hermanos Leandro Cigno y Luciano Cigno también son futbolistas.

## Trayectoria

### Comienzos, Club Atlético Nueva Chicago
Se inició futbolísticamente en las divisiones inferiores del Club Atlético Nueva Chicago. Club con el que debutó el 25 de septiembre de 2005 en la 8.ª fecha del Torneo Nacional B de Argentina.
Ese momento tan ansiado llegó tras la decisión del reconocido Director Técnico Sergio Batista (DT de la Selección de Fútbol de Argentina en el año 2010), en esa oportunidad el joven debutante convirtió un gol a los 13 minutos del 1.er tiempo, debut inolvidable.
Al inicio del año 2006, el Club Atlético Nueva Chicago tiene un nuevo DT el Sr. Rodolfo Motta, con algunos refuerzos de nombre y una pretemporada exigente en la Ciudad de Mar del Plata se prepara para pelear el campeonato. Así fue como el 27 de mayo de 2006 su equipo se consagra Campeón del Torneo Nacional B, logrando el ascenso a la Primera División de Argentina.

### Club Sportivo Ben Hur (Rafaela)
Finalizando el año 2006 despertó el interés del DT José Luis Brown del Club Sportivo Ben Hur, Rafaela, provincia de Santa Fe, Argentina. A raíz de eso, el jugador fue a préstamo por un período de 6 meses, afrontando el Torneo Nacional B.

### Club Atlético Nueva Chicago
En el mes de junio de 2007 regresa a Nueva Chicago, club que nuevamente se encontraba jugando el Torneo Nacional B, con 18 puntos menos debido a una sanción recibida tras graves incidentes ocasionados por la hinchada del mismo en el Torneo anterior. Esa fue una buena temporada para  en lo profesional, dirigido primeramente por la dupla Mario Marcelo y Jorge Pérez y luego por el DT Ricardo Rezza, se destacó en varios encuentros. Lo mismo sucedió con el club que se ubicó en los primeros puestos de la tabla sumando gran cantidad de puntos para el ascenso. Sin embargo, en el mes de junio de 2008 aquella sanción con descuento de puntos sentenció a Chicago, y este no logró mantener la categoría.
En la Primera B Metropolitana, temporada 2008-2009, el jugador argentino alcanzó un buen nivel futbolístico y el equipo obtuvo el Subcampeonato en un Torneo bastante difícil de sobrellevar.

### Club Social y Deportivo Flandria
Llegó la temporada 2009/2010 y un nuevo cambio en la carrera del jugador, se desvincula de Nueva Chicago para jugar en Flandria, Jáuregui, Buenos Aires, Argentina. Al mando del mismo estaba el DT Julio Apariente y llegando al final el DT Julio Asad.
El club se encontraba complicado con el descenso, pero el plantel estaba unido y que poseía una titularidad indiscutida jugó 36 partidos marcando 5 goles importantes que demostraron su compromiso.
El último partido en Jáuregui fue agonizante, Flandria jugaba contra el puntero del Campeonato Sarmiento de Junín que necesitaba de un triunfo para consagrarse campeón. Al mismo tiempo a Flandria le sucedía algo similar pero a la inversa, necesitaba de un triunfo para escapar a la Promoción.
Corría el minuto 93 cuando el partido estaba igualado en 1 (Flandria 1 – Sarmiento de Junín 1), en ese momento llega un contragolpe desde la derecha, Emanuel De Porras cruza el balón dándole un pase que queda mano a mano frente al arquero y define suave al palo derecho, GOL la cancha estalla de emoción y alegría: Flandria se salvó de la Promoción. Y en consecuencia, Sarmiento de Junín había perdido la oportunidad de ser campeón.
Flandria empieza la temporada 2010/2011 encabezado por el DT Sergio Rondina y renueva su contrato por un año más en ese club. Seguían las complicaciones del Promedio, pero su esfuerzo y sus compañeros por mantener a Flandria en la categoría era total. Angustiosamente, el último partido de la temporada en Jáuregui, era un desafío casi imposible de superar para Flandria, que nuevamente dependía de un triunfo para no jugar la Promoción. En esta oportunidad el rival a vencer era Barracas Central.
Algo de no creer ocurrió esa tarde del 3 de junio de 2011, cuando por segundo año consecutivo y en el mismo minuto 93  enganchó una volea de zurda desde el borde del área grande y la pelota se mete a media altura junto al palo del arco rival, GOL. Una vez más el pueblo canario conmocionado agradece la increíble aparición del jugador y se llena de alivio: Flandria se queda en la B Metropolitana.

### Club Atlético Acassuso
El rumor sobre el interés que el Club Atlético Acassuso tenía era inminente, y el dirigente Francisco Javier “Pipo” Marín, con el apoyo del DT Marcelo Espina, exfutbolista de la selección de fútbol de Argentina, convence al jugador para firmar un contrato por un año con ese club.
La B Metropolitana tuvo altos y bajos, y en la segunda parte del Campeonato asume como DT Oscar Blanco. Ocupó un puesto fundamental para el equipo, siendo uno de los jugadores con más partidos jugados en esa temporada con un total de 40 actuaciones.
El equipo se acomodó y logró entrar por primera vez en su historia al tan anhelado Reducido en junio de 2012. Paso a paso, atravesó airosamente las distintas etapas, llegando a la final del mismo. Tuvo una notable participación en el primero de los partidos, cuando a los 12 minutos pateó al arco rival, la pelota se desvió en un compañero y entró, convirtiéndose en el 2 a 0 para Acassuso. El partido siguió su curso terminando en un 2 a 2 controvertido. Fueron dos partidos muy reñidos y polémicos, finalmente Chicago consiguió el ascenso.
Para la siguiente temporada, el dirigente “Pipo” Marín deposita nuevamente la confianza en el jugador renovando su contrato por dos años hasta junio de 2014. Tuvo muy buenas participaciones en este Torneo jugando 30 partidos, y un partido por la Copa Argentina.

### Club Huracán (San Rafael)
La llegada al Club Sanrafaelino es por pedido del DT Gerardo Gómez. En un torneo difícil, fue muy importante en partidos claves, anotando goles frente a su clásico Sportivo Balloffet y en cuartos de final frente a Sarmiento de Leones en un torneo de mucha emoción, Huracán se queda en la puerta del ascenso que era el objetivo principal.

### Club Atlético San Jorge (Santa Fe)
El club San Jorge (Santa Fe) hace una apuesta grande para este torneo, contratando al DT Gustavo Raggio, donde arma un plantel numeroso y por pedido del DT lo contrata, con actuaciones aceptables del jugador y del plantel en un torneo difícil, no logran el ascenso que tanto buscaba la institución "Uruguaya".

### Club Atlético Ciclón
Fernando Carlos Cigno, de una larga trayectoria en el fútbol argentino, tiene su primera experiencia en el extranjero y lo va hacer en el fútbol de Bolivia, en el Club Atlético Ciclón de la Ciudad de Tarija, junto a su hermano Luciano Cigno que por primera vez compartiran plantel.

### Old Road F.C
El Club Old Road de Antigua y Barbuda se interesó por Fernando "Pecho" Cigno para la temporada 2019. No dudó en aceptar la propuesta y de poder hacerlo junto a su hermano Luciano, le sedujo vivir en una isla, tener una nueva experiencia y conocer el fútbol caribeño y sus costumbres. También existe el fútbol donde "Pecho" tuvo grandes actuaciones y sorprendiendo con su buen juego y técnica, Old Road F.C finalizando en los primeros puestos y cerrando una gran temporada.

### Empire Club
Fernando Cigno, por sus buenas actuaciones, despertó el interés de distintas islas del Caribe, y esta vez se decidió por Barbado una de las mejores Islas y más desarrolladas del Caribe. Empire Club que juega en la Primera División de Barbados le hizo una propuesta para la temporada 2020 y seguir jugando junto a su hermano que no dudó en aceptar, fue una gran temporada en el club donde se mantuvieron en los primeros puestos con grandes actuaciones, pero el torneo tuvo que ser cancelado por el Covid-19. Así que Fernando y su hermano tuvieron que regresar a su país Argentina por el rebrote del vírus en todo el mundo.

### Club Unión S.C. de Bananier
Temporada 2021/2022 (Guadalupe)
Último club como Jugador Profesional cerrando su carrera como deportista y futbolista en el club: U.S.C.de Bananier (Guadalupe). Teniendo un gran año y una buena despedida como futbolista.

### Entrenador de fútbol
Fernando Cigno conserva la licencia Pro Conmebol y se retiró como jugador profesional en el año 2022 y comenzó su carrera como entrenador de fútbol en el año 2023 club Atlético Atlanta fútbol argentino hasta la actualidad.

## Clubes
| Club                        | País              | Año         |
| --------------------------- | ----------------- | ----------- |
| Club Atlético Nueva Chicago | Argentina         | 2005 - 2006 |
| Ben Hur                     | Argentina         | 2007        |
| Club Atlético Nueva Chicago | Argentina         | 2007 - 2009 |
| Flandria                    | Argentina         | 2009 - 2011 |
| Club Atlético Acassuso      | Argentina         | 2011 - 2013 |
| Huracán (SR)                | Argentina         | 2014 - 2015 |
| San Jorge (Santa Fe)        | Argentina         | 2016        |
| Club Atlético Ciclón        | Bolivia           | 2017 - 2019 |
| Old Road FC                 | Antigua y Barbuda | 2019        |
| Empire FC                   | Barbados          | 2020 - 2021 |
| U.S.C. de Bananier          | 🇬🇵 Guadalupe      | 2021 - 2022 |